# Meeting de Atletismo Madrid 2018
Il Meeting de Atletismo Madrid 2018 è stato la 37ª edizione dell'annuale meeting di atletica leggera; le competizioni hanno avuto luogo al Centro Deportivo Moratalaz di Madrid, il 22 giugno 2018. Il meeting è stato la sesta tappa del circuito IAAF World Challenge 2018.

## Risultati[1]

### Uomini
| Specialità             |                     | Prestazione | 2º classificato     | Prestazione | 3º classificato      | Prestazione |
| 100 m                  | Bingtian Su         | 9"91        | Filippo Tortu       | 9"99        | Akani Simbine        | 10"01       |
| 400 m                  | Luguelín Santos     | 44"66       | Bruno Hortelano     | 44"69       | Óscar Husillos       | 44"73       |
| 800 m                  | Álvaro De Arriba    | 1'45"50     | Mostafa Smaili      | 1'46"33     | Michal Rozmys        | 1'46"64     |
| 3000 m siepi           | Albert Chemutai     | 8'22"31     | Hicham Sigueni      | 8'24"01     | Tafese Seboka        | 8'24"25     |
| 110 m ostacoli         | Gabriel Constantino | 13"31       | Orlando Ortega      | 13"32       | Antonio Alkana       | 13"41       |
| Salto in alto          | Danil Lysenko       | 2.30 m      | Brandon Starc       | 2.30 m      | Chris Moleya         | 2.26 m      |
| Salto con l'asta       | Diogo Ferreira      | 5.66 m      | Karsten Dilla       | 5.61 m      | Didac Salas          | 5.56 m      |
| Salto triplo           | Alexis Copello      | 17.01 m     | Pablo Torrijos      | 16.72 m     | Hugues Fabrice Zango | 16.63 m     |
| Lancio del giavellotto | Marcin Krukowski    | 79.23 m     | Rolands Štrobinders | 78.33 m     | Hamish Peacock       | 77.06 m     |

### Donne
| Specialità          |                     | Prestazione | 2º classificato | Prestazione | 3º classificato     | Prestazione |
| 200 m               | Ángela Tenorio      | 23"16       | Estela Garcia   | 23"34       | Sarah Atcho         | 23"39       |
| 800 m               | Christina Hering    | 2'01"72     | Esther Guerrero | 2'01"78     | Rose Mary Almanza   | 2'02"30     |
| 1500 m              | Gudaf Tsegay        | 3'59"60     | Sofia Ennaoui   | 4'02"93     | Meraf Bahta         | 4'03"36     |
| 100 m ostacoli      | Eline Berings       | 13"01       | Kristi Castlin  | 13"05       | Caridad Jerez       | 13"25       |
| Salto in lungo      | Shara Proctor       | 6.73 m      | Lorraine Ugen   | 6.60 m      | Christabel Nettey   | 6.55 m      |
| Getto del peso      | Christina Schwanitz | 19.02 m     | Paulina Guba    | 18.81 m     | Brittany Crew       | 18.60 m     |
| Lancio del martello | Anita Włodarczyk    | 76.17 m     | Joanna Fiodorow | 73.46 m     | Alexandra Tavernier | 72.68 m     |